# Fatau Dauda
Abdul Fatawu Dauda (Obuasi, 6 april 1985) is een Ghanees voetballer die als doelman speelt voor Orlando Pirates FC in de Premier Soccer League. In 2008 debuteerde hij in het Ghanees voetbalelftal.

## Clubcarrière
Vanaf 2006 tot de zomer van 2013 speelde Dauda bij Ashanti Gold SC in zijn thuisland Ghana. In de zomer stapte hij over naar de Zuid-Afrikaanse topclub Orlando Pirates FC.

## Interlandcarrière
In 2008 debuteerde Dauda voor Ghana, tegen welk land is onduidelijk. In mei 2014 maakte bondscoach James Kwesi Appiah bekend hem te zullen selecteren voor het wereldkampioenschap in Brazilië.
| Interlands van Fatau Dauda voor Ghana | Interlands van Fatau Dauda voor Ghana | Interlands van Fatau Dauda voor Ghana | Interlands van Fatau Dauda voor Ghana | Interlands van Fatau Dauda voor Ghana | Interlands van Fatau Dauda voor Ghana |
| №                                     | Datum                                 | Wedstrijd                             | Uitslag                               | Soort Wedstrijd                       | Doelpunten                            |
| Als speler bij Ashanti Gold SC        | Als speler bij Ashanti Gold SC        | Als speler bij Ashanti Gold SC        | Als speler bij Ashanti Gold SC        | Als speler bij Ashanti Gold SC        | Als speler bij Ashanti Gold SC        |
| ------------------------------------- | ------------------------------------- | ------------------------------------- | ------------------------------------- | ------------------------------------- | ------------------------------------- |
| 1.                                    | 2008                                  | Ghana – Ghana                         | ? – ?                                 | Vriendschappelijk                     | 0                                     |
| 2.                                    | 2008                                  | Ghana – Ghana                         | ? – ?                                 | Vriendschappelijk                     | 0                                     |
| 3.                                    | 11 september 2012                     | Libanon – Ghana                       | 2 – 0                                 | Vriendschappelijk                     | 0                                     |
| 4.                                    | 14 november 2012                      | Kaapverdië – Ghana                    | 0 – 1                                 | Vriendschappelijk                     | 0                                     |
| 5.                                    | 10 januari 2013                       | Ghana – Egypte                        | 3 – 0                                 | Vriendschappelijk                     | 0                                     |
| 6.                                    | 20 januari 2013                       | Ghana – Congo-Kinshasa                | 2 – 2                                 | Afrika Cup 2013                       | 0                                     |
| 7.                                    | 24 januari 2013                       | Ghana – Mali                          | 1 – 0                                 | Afrika Cup 2013                       | 0                                     |
| 8.                                    | 28 januari 2013                       | Niger – Ghana                         | 0 – 3                                 | Afrika Cup 2013                       | 0                                     |
| 9.                                    | 2 februari 2013                       | Ghana – Kaapverdië                    | 2 – 0                                 | Afrika Cup 2013                       | 0                                     |
| 10.                                   | 6 februari 2013                       | Burkina Faso – Ghana                  | 1 – 1                                 | Afrika Cup 2013                       | 0                                     |
| 11.                                   | 9 februari 2013                       | Mali – Ghana                          | 3 – 1                                 | Afrika Cup 2013                       | 0                                     |
| 12.                                   | 24 maart 2013                         | Ghana – Soedan                        | 4 – 0                                 | WK 2014 Kwalificatie                  | 0                                     |
| 13.                                   | 7 juni 2013                           | Soedan – Ghana                        | 1 – 3                                 | WK 2014 Kwalificatie                  | 0                                     |
| 14.                                   | 16 juni 2013                          | Lesotho – Ghana                       | 0 – 2                                 | WK 2014 Kwalificatie                  | 0                                     |
| Als speler bij Orlando Pirates FC     |                                       |                                       |                                       |                                       |                                       |
| 15.                                   | 6 september 2013                      | Ghana – Zambia                        | 2 – 1                                 | WK 2014Kwalificatie                   | 0                                     |
| 16.                                   | 15 oktober 2013                       | Ghana – Egypte                        | 6 – 1                                 | WK 2014 Kwalificatie                  | 0                                     |
| 17.                                   | 19 november 2013                      | Egypte – Ghana                        | 2 – 1                                 | WK 2014 Kwalificatie                  | 0                                     |